# لويس واشنطن
لويس واشنطن (بالإنجليزية: Louis Washington) هو مغني أمريكي، (ولد في Wadesboro, Florida ‏ في الولايات المتحدة 1900  م).

## وصلات خارجية
- لويس واشنطن على موقع ميوزك برينز (الإنجليزية)
- لويس واشنطن على موقع ديسكوغز (الإنجليزية)